# デン・オブ・シーヴズ2: パンテラ
『デン・オブ・シーヴズ2: パンテラ』（原題:Den of Thieves 2: Pantera）は2025年に公開されたアメリカ合衆国のアクション映画である。監督はクリスチャン・グーデガスト、主演はジェラルド・バトラーが務めた。本作は2018年の映画『ザ・アウトロー』の続編である。
前作公開から7年もの時間が空いたのは、新型コロナウイルス感染症の世界的な流行とバトラーが膝を負傷したことによるものだという。

## 概略
フランス。ドニー・ウィルソンは世界有数のダイヤモンド保管施設へ盗みに入る計画を立てていた。そんな折、前作で自分が出し抜いた刑事、ニック・オブライエンが接触してくる。驚くべきことに、ニックは強盗の仲間になりたいと申し出てきた。

## キャスト
- ニコラス・オブライエン：ジェラルド・バトラー
- ドニー・ウィルソン：オシェア・ジャクソン・Jr
- ジョヴァンナ（クレオパトラ）：エヴィン・アフマド
- ホリー：メドウ・ウィリアムズ
- スラヴコ：サルヴァトーレ・エスポジト
- ドラゴン：オーリ・シューカ
- フロレンティーン：クリスチャン・ソリメノ
- チャヴァ：ナズミエ・オラル
- マルコ：ディノ・ケリー
- ザンバ：フォルトゥナート・チェルリーノ
- ユゴー：ヤセン・ゼイツ・アトゥール
- コナー：マイケル・ビスピン
- ムサ：ジュゼッペ・スキラッチ
- ヴィゴ：リコ・ベホーベン
- ヴァック：ヴェリボール・トピッチ
- タミ―：アントニオ・バストーフ
- オクトパス：アドリアノ・キアラミダ
- ミラン・ロヴレン：スウェン・テメル
- パプ：シリル・ゲイン

## 製作
2018年2月13日、『ザ・アウトロー』の続編が製作され、クリスチャン・グーデガスト監督とジェラルド・バトラーが続投すると報じられた。2022年2月、オシェア・ジャクソン・Jr、メドウ・ウィリアムズの続投とスウェン・テメルの出演が決まった。2023年7月、マイケル・ビスピンが本作に出演するとの報道があった。8月、サルヴァトーレ・エスポジトら11名がキャスト入りした。

### 撮影・音楽
2023年4月から7月にかけて、本作の主要撮影がイギリスやカナリア諸島などで行われた。バトラーは前十字靭帯断裂という大けがを負っていたが、時間的余裕がなかったため手術を受けずに撮影に臨んだという。
2024年9月18日、ケヴィン・マトレーが本作で使用される楽曲を手掛けるとの報道があった。2025年1月10日、ライオンズゲート・レコーズが本作のサウンドトラックを発売した。

## 公開・マーケティング・興行収入
2023年5月17日、ブライアクリフ・エンターテインメントが本作の全米配給権を獲得し、2024年10月～12月に本作を公開する予定だと報じられた。しかし、最終的にアメリカでの配給はライオンズゲートが手掛けることになった。9月20日、本作のオフィシャル・トレイラーが公開された。
本作は公開初週末に1100万ドルから1300万ドルを稼ぎ出すと予想されていたが、実際の数字はそれを上回るものとなった。2025年1月10日、本作は全米3008館で封切られ、公開初週末に1502万ドルを稼ぎ出し、週末興行収入ランキング初登場1位となった。

## 評価
本作は批評家から好意的に評価されている。映画批評集積サイトのRotten Tomatoesには94件のレビューがあり、批評家支持率は62%となっている。サイト側による批評家の見解の要約は「前作は終始シリアスな作品だったが、『デン・オブ・シーヴズ2: パンテラ』はより明るい雰囲気に仕上がっている。既視感を覆い隠せてはいないが、男らしさがみなぎる映画を好む人を満足させることはできるはず。」となっている。また、Metacriticには24件のレビューがあり、加重平均値は60/100となっている。なお、本作のCinemaScoreはB+となっている。

## 続編
2025年1月30日、ライオンズゲートが本作の続編（シリーズ第3作）を製作するとの報道があった。
なお、グーデカスト監督は『Collider』によるインタビューの中で、「続編3本のアイデアがあり、それぞれアフリカ、ブラジル、東南アジアを舞台にしている」という趣旨のことを述べている。